# 新豊町
新豊町（しんゆたかまち）は、愛知県豊川市の町名である。現行行政地名は新豊町一丁目及び新豊町二丁目。

## 地理
豊川市の中心部からやや北に位置し、豊が丘町を隔てて東名豊川ICの南西に位置する。主に住宅地を形成している。2つの丁目からなる。

## 歴史

### 沿革
- 1987年（昭和62年）10月10日 - 豊川町（和通・加通・太通・本野ケ原）の一部より、新豊町一〜二丁目が成立[1]。

## 世帯数と人口
2019年（平成31年）3月31日現在の世帯数と人口は以下の通りである。
| 町丁   | 世帯数  | 人口  |
| ------ | ------- | ----- |
| 新豊町 | 293世帯 | 677人 |

### 人口の変遷
国勢調査による人口の推移
| 2000年（平成12年） | 561人 | [ 6 ] |  |
| 2005年（平成17年） | 645人 | [ 7 ] |  |
| 2010年（平成22年） | 723人 | [ 8 ] |  |
| 2015年（平成27年） | 700人 | [ 9 ] |  |

## 学区
市立小・中学校に通う場合、学区は以下の通りとなる。また、公立高等学校に通う場合の学区は以下の通りとなる。
| 丁目         | 番・番地等 | 小学校           | 中学校             | 高等学校 |
| ------------ | ---------- | ---------------- | ------------------ | -------- |
| 新豊町一丁目 | 全域       | 豊川市立豊小学校 | 豊川市立東部中学校 | 三河学区 |
| 新豊町二丁目 | 全域       | 豊川市立豊小学校 | 豊川市立東部中学校 | 三河学区 |

## 施設
- 西日本三菱自動車販売豊川インター店
- オートバックス豊川店
- バロー豊川店
- あかのれん豊川店
- みず穂調剤薬局

## 交通

### 鉄道
- 東海旅客鉄道（JR東海）飯田線
  - 通過するのみである。

### 道路
- 愛知県道31号東三河環状線
- 愛知県道495号宿谷川線

## その他

### 日本郵便
- 郵便番号 : 442-0012[4]（集配局：豊川郵便局[12]）。

## 参考資料
- 「角川日本地名大辞典」編纂委員会 編『角川日本地名大辞典 23 愛知県』角川書店、1989年3月8日。ISBN 4-04-001230-5。
- 有限会社平凡社地方資料センター 編『日本歴史地名体系第23巻 愛知県の地名』平凡社、1981年。ISBN 4-582-49023-9。
- 新編豊川市史編集委員会 編『新編豊川市史 第八巻 資料編 現代』2002年。